# Trevin Giles

Trevin Giles, född 6 augusti, 1992 är en amerikansk MMA-utövare som sedan 2017 tävlar i organisationen Ultimate Fighting Championship.

## Bakgrund
Giles är född i San Antonio, Texas och spelade amerikansk fotboll i defensiv position vid sin High School: Taylor High School. Han började inte med MMA förrän han var 20 år gammal.
Giles arbetar som polis.

## MMA-karriär

### Tidig karriär
Giles påbörjade sin professionella karriär 2014 och tävlade under ett antal olika flagg innan han med ett obesegrat tävlingsfacit om 9-0 skrev på för UFC 2017.

### UFC
Giles debuterade inom UFC den 8 juli 2017 mot James Bochnovic vid UFC 213. Han vann via KO i andra ronden.
Hans nästa match gick den 9 december 2017 vid UFC Fight Night: Swanson vs. Ortega där han stod mot Antônio Braga Neto. Han vann matchen via KO i tredje ronden.
Giles mötte Zak Cummings 18 maj 2019 vid UFC Fight Night: dos Anjos vs. Lee.  Han förlorade matchen via giljotin i tredje ronden.

## Tävlingsfacit MMA
| Resultat | Facit | Motståndare               | Metod                            | Evenemang                           | Datum             | Rond | Tid  | Plats                              | Notering |
| -------- | ----- | ------------------------- | -------------------------------- | ----------------------------------- | ----------------- | ---- | ---- | ---------------------------------- | -------- |
| Vinst    | 1-0   | Angelus Raymond McFarlane | Submission (Inverterad triangel) | Legacy Fighting Championship 27     | 31 januari 2014   | 1    | 1:15 | Houston, TX, USA                   |          |
| Vinst    | 2-0   | Patrick Hutton            | Submission (armbar)              | Legacy Fighting Championship 31     | 13 juni 2014      | 1    | 2:11 | Houston, TX, USA                   |          |
| Vinst    | 3-0   | Terrance Ferguson         | TKO (slag)                       | Fury Fighting 7                     | 11 juli 2015      | 1    | 3:18 | Humble, TX, USA                    |          |
| Vinst    | 4-0   | Larry Crowe               | TKO (slag)                       | Fury Fighting 8                     | 9 oktober 2015    | 2    | 1:48 | Humble, TX, USA                    |          |
| Vinst    | 5-0   | Brendan Allen             | Submission (rear-naked)          | Legacy Fighting Championship 52     | 25 mars 2016      | 2    | 1:47 | Lake Charles, LA, USA              |          |
| Vinst    | 6-0   | Robert McCarthy           | TKO (slag)                       | Caribbean Ultimate Fist Fighting 10 | 21 maj 2016       | 1    | 3:06 | Port of Spain, Trinidad och Tobago |          |
| Vinst    | 7-0   | Josh Clark                | Submission (rear-naked)          | RFA 41                              | 29 juli 2016      | 2    | 1:10 | San Antonio, TX, USA               |          |
| Vinst    | 8-0   | Isaac Villanueva          | Submission (rear-naked)          | Legacy Fighting Championship 59     | 16 september 2016 | 3    | 1:45 | Humble, TX, USA                    |          |
| Vinst    | 9-0   | Ryan Spann                | Domslut (delat)                  | LFA 3                               | 10 februari 2017  | 3    | 5:00 | Lake Charles, LA, USA              |          |
| Vinst    | 10-0  | James Bochnovic           | KO (slag)                        | UFC 213                             | 8 juli 2017       | 2    | 2:54 | Las Vegas, NV, USA                 |          |
| Vinst    | 11-0  | Antônio Braga Neto        | KO (slag)                        | UFC Fight Night: Swanson vs. Ortega | 9 december 2017   | 3    | 2:27 | Fresno, CA, USA                    |          |
| Förlust  | 11-1  | Zak Cummings              | Submission (giljotin)            | UFC Fight Night: dos Anjos vs. Lee  | 18 maj 2019       | 3    | 4:01 | Rochester, NY, USA                 |          |
| Förlust  | 11-2  | Gerald Meerschaert        | Submission (giljotin)            | UFC on ESPN: Covington vs. Lawler   | 3 augusti 2019    | 3    | 1:49 | Newark, NJ, USA                    |          |
| Vinst    | 12-2  | James Krause              | Domslut (delat)                  | UFC 247                             | 8 februari 2020   | 3    | 5:00 | Houston, TX, USA                   |          |
| Vinst    | 13-2  | Bevon Lewis               | TKO (slag)                       | UFC on ESPN: Santos vs. Teixeira    | 7 november 2020   | 3    | 1:26 | Las Vegas, NV, USA                 |          |
| Vinst    | 14-2  | Roman Dolidze             | Domslut (enhälligt)              | UFC on ESPN: Brunson vs. Holland    | 20 mars 2021      | 3    | 5:00 | Las Vegas, NV, USA                 |          |